# Lady Gaga
Lady Gaga (vlastním jménem Stefani Joanne Angelina Germanotta, * 28. března 1986 New York, stát New York) je americká popová zpěvačka, skladatelka, klavíristka, textařka, herečka a hudební producentka italského původu. Její umělecký pseudonym Lady Gaga vznikl tak, že jí Rob Fusari, jeden z jejích producentů, psal zprávu, ve které zmiňoval písničku „Radio Ga Ga“ od Queen. Mobil automaticky opravil slovo „radio“ na „lady“ a ve chvíli, kdy zprávu dostala, rozhodla se, že vzniklé Lady Gaga je to pravé. Svou kariéru začala psaním písní pro jiné zpěvačky jako Britney Spears nebo Jennifer Lopez. Pracovala jako autorka písní pro Sony/ATV Music Publishing.
Když jí byly čtyři roky, začala hrát na klavír. Byla přijata na Julliard School, rozhodla se ale studovat na New York University's Tisch School of Arts.
V říjnu 2016 dosáhl celosvětový odhad prodaných nahrávek přes 30 miliónů alb a 150 miliónů singlů, což interpretku řadilo mezi nejlépe prodávající zpěváky všech dob. Časopisy Time a Forbes ji v roce 2010 zařadily mezi 100 nejvlivnějších osobností světa, respektive 100 největších celebrit (na 4. místo). Forbes ji navíc hodnotil jako 7. nejmocnější ženu planety a pro rok 2011 ji označil za 1. nejmocnější ženu planety. Gaga obdržela celkem 13 Cen Grammy, třináct hudebních ocenění MTV, National Board of Review, Critics Choice Awards za nejlepší herečku, dva Zlaté glóby za roli hraběnky v seriálu American Horror Story: Hotel a nejlepší píseň ve filmu Zrodila se hvězda.
Celosvětově známou se stala debutovým albem The Fame (2008) a singly „Just Dance“ a „Poker Face“. Následující EP The Fame Monster (2009) se setkalo se stejným úspěchem, a to se všemi singly „Bad Romance“, „Telephone“ a „Alejandro“. Druhé album Born This Way (2011) se umístilo na vrcholu žebříčků včetně pilotního singlu „Born This Way“. Třetí album ARTPOP vyšlo v roce 2013 a následně vydala jazzové album Cheek To Cheek (2014) s Tony Bennettem během turné artRAVE The ARTPOP Ball. V roce 2015 byla zvolena hudebním magazínem Billboard Ženou roku a časopis Rolling Stone ji vyhlásil „umělcem dekády 2010“. Album Joanne vyšlo v roce 2016. Stala se tak jediným umělcem ve druhém desetiletí třetího milénia se čtyřmi alby umístěnými na 1. místě amerických hitparád.
V roce 2005 založila s přáteli hudební skupinu Stefani Germanotta Band, s níž vystupovala v newyorských klubech. Zkušenost s poruchou příjmu potravy ze školních let vtělila do skladby „Swine“ na desce ARTPOP.
K roku 2015 byla zapsána třinácti výkony v Guinnessově knize rekordů. V červnu 2018 získala Filmovou a televizní cenu MTV za snímek Gaga: Five Foot Two v kategorii Nejlepší dokument.
Lady Gaga podporuje LGBTQ+ komunitu, což přenesla do písně „Born This Way“. Dvakrát koncertovala v České republice, v roce 2010 během The Monster Ball Tour a o čtyři roky později při čtvrtém turné artRAVE The ARTPOP Ball.

## Život a kariéra

### 1986–2004: Dětství
Lady Gaga se narodila v nemocnici Lenox Hill v New Yorku na Manhattanu italsko-americkým rodičům. Její otec Joseph Germanotta podnikal v oblasti internetu v New Jersey a matka Cynthia (rozená Bissett) pracovala v telekomunikacích.

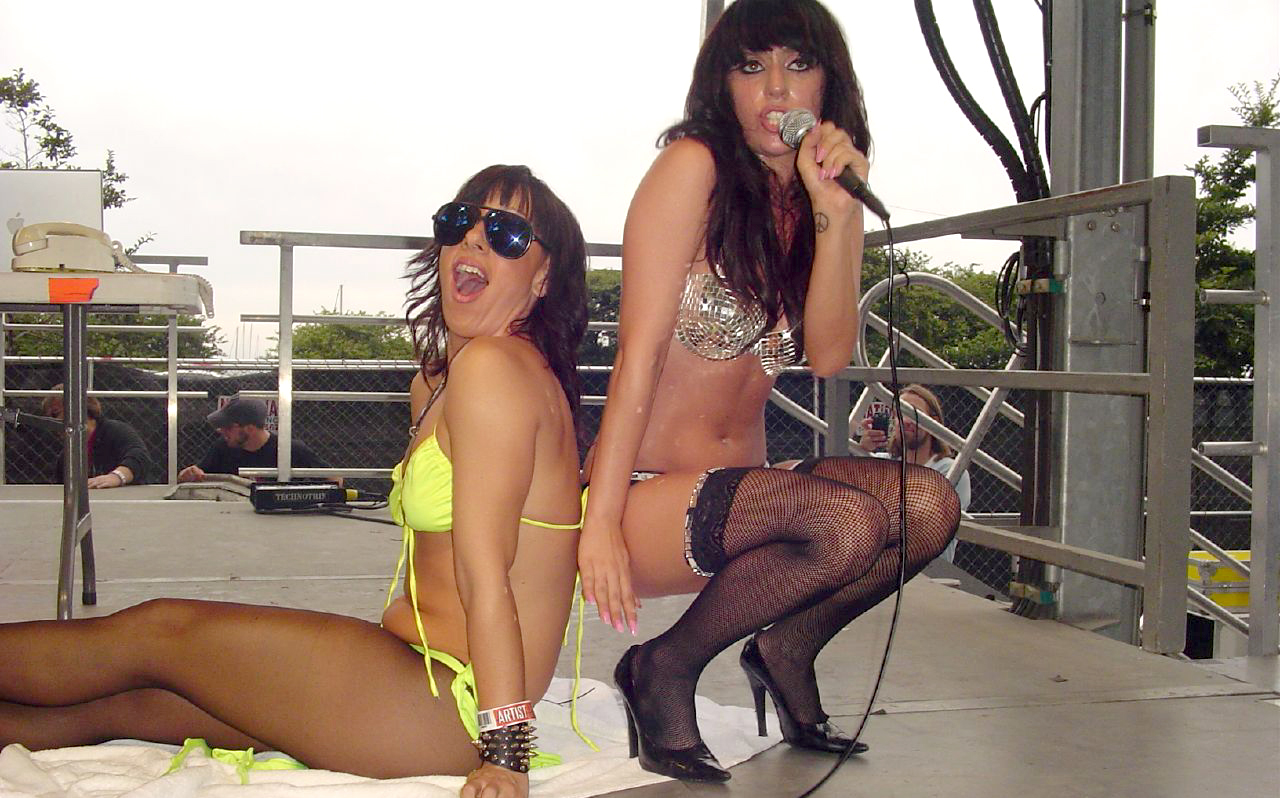
Lady Gaga a Lady Starlight na hudebním festivalu Lollapalooza v roce 2007

Lady Gaga bydlela s rodiči na Upper West Side na Manhattanu ještě s její o šest let mladší sestrou Natali. Její rodiče tam stále ještě bydlí. Otec Lady Gaga Joe vlastní restauraci Joanne Trattoria nedaleko od Central Parku a její matka Cynthia pracuje v nadaci Born This Way Foundation, kterou založila Lady Gaga. Její sestra Natali vystudovala Parsons The New School for Design a Convent of the Sacred Heart a spolupracuje s týmem Haus of Gaga. Je módní návrhářka. Zahrála si v klipu Telephone v čase 2:15 a 2:47. Rodiče obě dcery velmi podporují v tom, co je baví.
Její nápaditost se projevila už když chodila do školky. Uměla bavit své rodiče a vrstevníky jako nejstarší kozlík v pohádce Three Billy Goats Gruff (O neposlušných kůzlátkách). Sama si totiž vyrobila pro kozlíka rohy z alobalu a z věšáku.
Když jí byly čtyři roky, matka ji přihlásila na hodiny klavíru a Stefani velmi brzy dokázala hrát podle sluchu. Dokonce složila svou úplně svoji první píseň, krátký popěvek s názvem "Dollar Bills" (Dolarové bankovky), inspirovaný skladbou "Money" od Pink Floyd, kterou její tatínek často poslouchal. Ve třinácti letech napsala baladu "To Love Again" (Znovu milovat). Přibližně ve stejném věku, náhodou, když si v butiku nedaleko svého domova zpívala píseň od Backstreet Boys, ji oslovil majitel a dal ji telefonní číslo. Číslo patřilo strýci majitele butiku, učiteli zpěvu Donu Lawrencovi mezi jehož žáky patří Annie Lennox, Christina Aguilera, Bono, nebo Mick Jagger. Také v tuto dobu ji matka poprvé vzala do klubů, kde začala vystupovat v "open mic nights" – večery s volným přístupem k mikrofonu.
Gaga později promluvila i o tom, jak byla na škole šikanována svými spolužáky, kteří dokonce založili i Facebookovou stránku, kde vyjadřovali jejich nenávist vůči ní ve velice vulgárních příspěvcích.
Lady Gaga navštěvovala dívčí církevní školu Convent of the Sacred Heart na Upper East Side, kde v sedmnácti letech udělala maturitu. Následně začala chodit na New York University's Tisch School of Arts. V sedmnácti letech se zařadila do dvacítky lidí, kteří se dostali v tak velmi mladém věku na tuto školu, kterou navštěvovali například: Woody Allen, Whoopi Goldbergová, Angelina Jolie a další. Lady Gaga na škole navštěvovala přednášky o hudbě a dramatickém umění, historii umění a designu a také chodila na hodiny tance a zpěvu. Gaga se na Tisch School zúčastnila každoroční soutěže talentů Ultra Violet Live, která se pořádala na pomoc místní charitativní organizaci v boji proti rakovině. V soutěži porazila všechny studenty newyorské univerzity. Univerzitu ale předčasně ukončila, aby se mohla naplno věnovat své rozvíjející se kariéře hudební hvězdy.
"Máš na to rok! Buď uspěješ, nebo si půjdeš vydělávat," řekl Joe Germanotta své dceři Stefani, když mu v devatenácti letech oznámila, že studium na New York University's Tisch School of Arts předčasně ukončí a půjde si tvrdohlavě za vysněnou kariérou zpěvačky.

### 2004–2007: Začátky kariéry
V létě 2005 nahrála pár písniček s hip hopovým zpěvákem Grandmaster Melle Mel pro audio knihu. Začala také zpívat ve skupině Stefani Germanotta Band (SGBand), kterou vytvořila s kamarády z NYU – kytara Calvin Pia, basa Eli Silverman, bubny Alex Beckham a jejich manažerem se stal Frank Frederics. V roce 2005 vydali dvě EP Words a Red and Blue. 
V březnu 2006 se seznámila s hudebním producentem Robem Fusarim a skupina vystoupila na Songwriters Hall of Fame Showcase. V červnu 2006 začala chodit s Fusarim, který přirovnal její vokály k Freddiemu Mercurymu, hlavnímu zpěvákovi Queenu. A kvůli jejich písničce „Radio Gaga“ a omylu ve zprávě na mobilu vznikla její přezdívka Lady Gaga".

Klíčovým momentem její kariéry bylo pravděpodobně deset minut, během kterých v lednu 2008 napsala svůj pozdější průlomový hit "Just Dance". Jeho myšlenka nebyla nejhlubší, však ho také se svým producentem a tvůrčím kumpánem RedOnem psala s kocovinou a měl to být song o opilosti. "Vzešel z mého tehdejšího životního stylu. Napsala jsem to okamžitě, jako by to přímo letělo z mého těla," řekla Gaga. Stejným způsobem – tedy na koleni za pár minut – později spíchla i další velké hity jako "Poker Face" nebo "Born This Way".

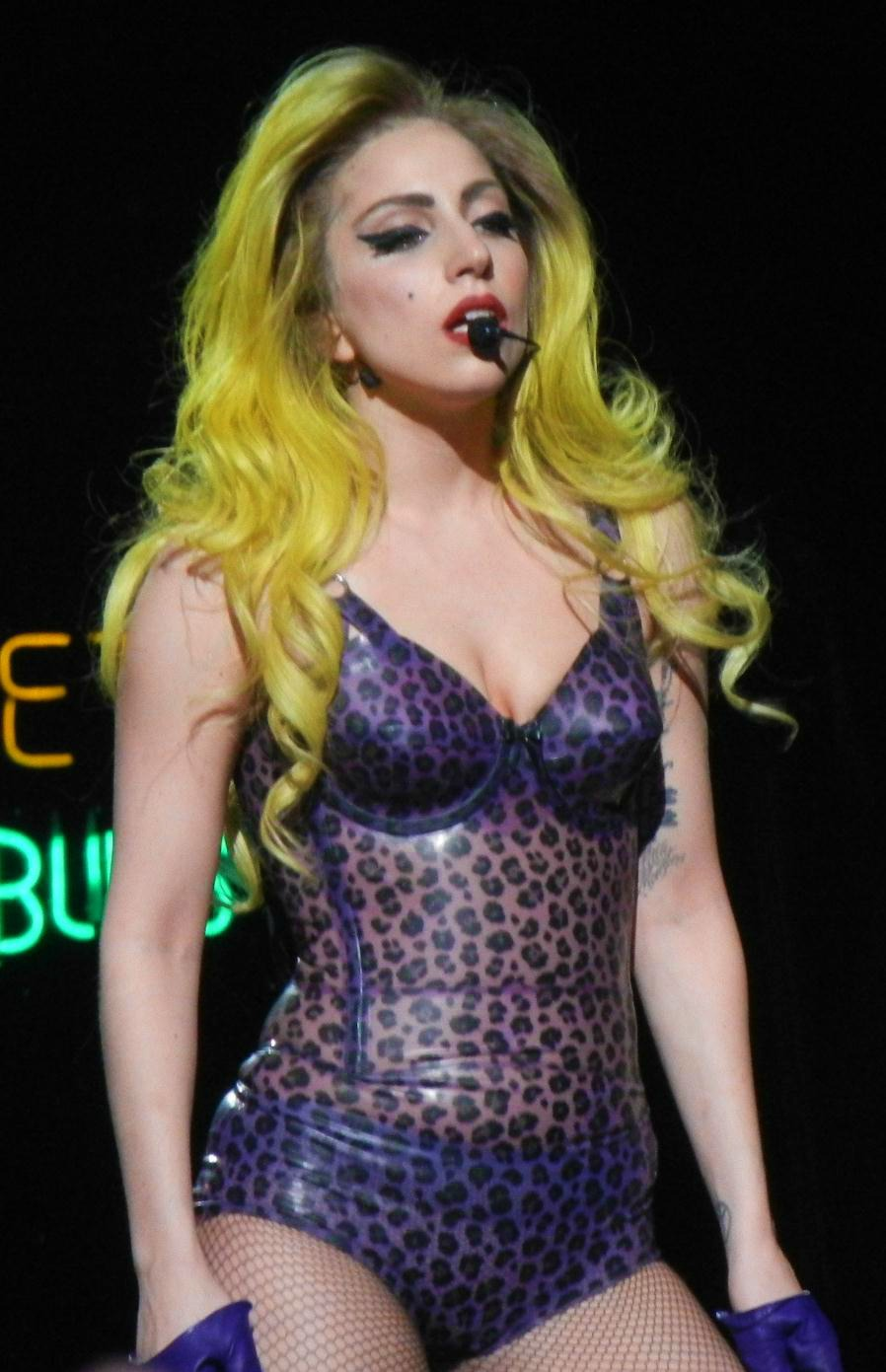
Lady Gaga na svém druhém turné The Monster Ball Tour (2010)

Antonio "L.A" Reid s ní podepsal smlouvu, a tak se stala součástí Def Jam. Po třech měsících však byla z nahrávací společnosti propuštěna – k této části jejího života byla později věnována písnička "Marry the Night". V lednu 2007 ukončila vztah s Fusarim. Stala se go-go tanečnicí v St. Jerome's v New Yorku. Setkala se s umělkyní Lady Starlight a začaly spolu vystupovat. Jejich umělecká vystoupení byla známá jako "Lady Gaga and the Starlight Revue". Dvojice byla pozvaná na hudební festival Lollapalooza. Fusari poslal její písničky svému kamarádovi, producentovi Vincentovi Herbertovi, který jí následně přijal pod svojí nahrávací společnost Streamline Records. Ve společnosti pracovala hlavně jako textařka, kde byla najatá pro to, aby psala písně zpěvačkám jako Britney Spears, New Kids on the Block, Fergie a Pussycat Dolls. Slavný zpěvák Akon se však všiml jejího krásného hlasu a přizval jí k spolupráci na jeho albu. Poté jí připsal pod svojí vlastní společnost Kon Live.
Na konci roku 2007 se setkala s producentem a textařem RedOnem. První song, který s ním produkovala byl "Boys Boys Boys". Gaga pokračovala s kolaborací s RedOnem v nahrávacím studio a také se připojila k Cherrytree Records.

### 2008–2010:The FameaThe Fame Monster
Album The Fame vydala 19. srpna 2008 a za první singl "Just Dance" získala první nominaci na cenu Grammy a to v kategorii Nejlepší taneční nahrávka. Další singl "Poker Face" zaznamenal neočekávaný úspěch a stal se nejvíce prodávaným singlem roku 2009, s 9,8 miliony prodaných kopií. Cenu za "Just Dance" na 52. ročníku Grammy Award získala a odnesla si nominace na Písničku roku a Nahrávku roku.
The Fame bylo nominováno na Album roku, ale získalo cenu Nejlepší taneční/electro album. Album se stalo číslo 1 v Rakousku, Kanadě, Německu, Irsku, Švýcarsku a Velké Británii. Na předávání cen MTV Video Music Awards si odnesla 3 ceny z 9 nominací 7.
V březnu 2009 začala její koncertní šňůra The Fame Ball Tour. Turné navštívilo 2,5 milionu fanoušků. Celkem vystupovala na 203 místech z toho: 120× v Severní Americe, 64× v Evropě, 15× v Austrálii, 4× v Asii. Při tomto turné byla i v České republice. Turné začalo 27. listopadu 2009 a skončilo 6. května 2011. Turné vydělalo přes 227,4 milionů dolarů.

První EP The Fame Monster s 8 písničkami vydala v listopadu 2009. Každý song představoval její osobní zkušenost. Singl "Telephone", na kterém spolupracovala se zpěvačkou Beyoncé Knowles, a který měl být původně pro zpěvačku Britney Spears, té se ovšem nelíbil a odmítla ho, získal nominaci na cenu Grammy v kategorii Nejlepší spolupráce. Se singlem "Alejandro" a jeho videoklipem lámala rekordy na YouTube, kdy se stala první umělcem, který získal přes miliardu zhlédnutí, zároveň se stala i první osobou co měla 30 miliónů fanoušků na sociální síti zvané Twitter. Na předávání cen MTV Video Music Awards, na který tehdy přišla, když si v závěru večera došla převzít z rukou Cher ocenění za Videoklip roku "Bad Romance", na pódiu se objevila ve svém nejikoničtějším kostýmu z hovězího masa. Mnozí měli tento kousek jen za další důkaz její nechutnosti, Gaga v něm ale viděla hlubší poselství. Byl to její způsob, jak protestovat proti kontroverznímu americkému zákonu zvanému Don't Ask, Don't Tell. Ten neumožňoval homosexuálům vykonávat službu v americké armádě, pokud se ke své orientaci veřejně přihlásili.
"Když se nepostavíme za to, v co věříme, když nebudeme bojovat za svá práva, brzy budeme mít tolik práv jako maso na našich kostech."
Řekla Gaga v následném rozhovoru Ellen DeGeneres. "Já kus masa nejsem," dodala odhodlaně. Zákon Don't Ask, Don't Tell byl zrušen v září 2011. Gaga si z MTV Video Music Awards odnesla celkem 8 cen z 13 nominací. Společně s The Fame Monster získala také 6 nominací na cenu Grammy – a získala cenu za Nejlepší popové album.
Na stanici HBO se vysílal televizní speciál nazvaný Lady Gaga Presents the Monster Ball Tour: At Madison Square Garden.
Velký podíl na fenoménu Gaga měla i zpěvaččina kreativita v oblasti módy a vystupování. Její bizarní kostýmy nebo provokativní televizní čísla způsobily doslova Gagamánii.

### 2011–2012:Born This Way
23. března 2011 vydala své druhé studiové album nazvané Born This Way. Za první týden se prodalo 1,108 milionů kopií ve Spojených státech a umístilo se na vrchu žebříčku Billboard 200 a také na prvních místech světových hitparád. Album získalo tři nominace na cenu Grammy, včetně ceny za Nejlepší album. Singly k albu byly "Born This Way", "Judas" a "The Edge of Glory". S hlavním singlem "Born this way" vystoupila na 53. ročník Grammy. Další singly, které vydala byly "Yoü and I" a "Marry the Night". Při natáčení videoklipu k písničce "You and I" se seznámila s svým budoucím snoubencem hercem Taylorem Kinneym.

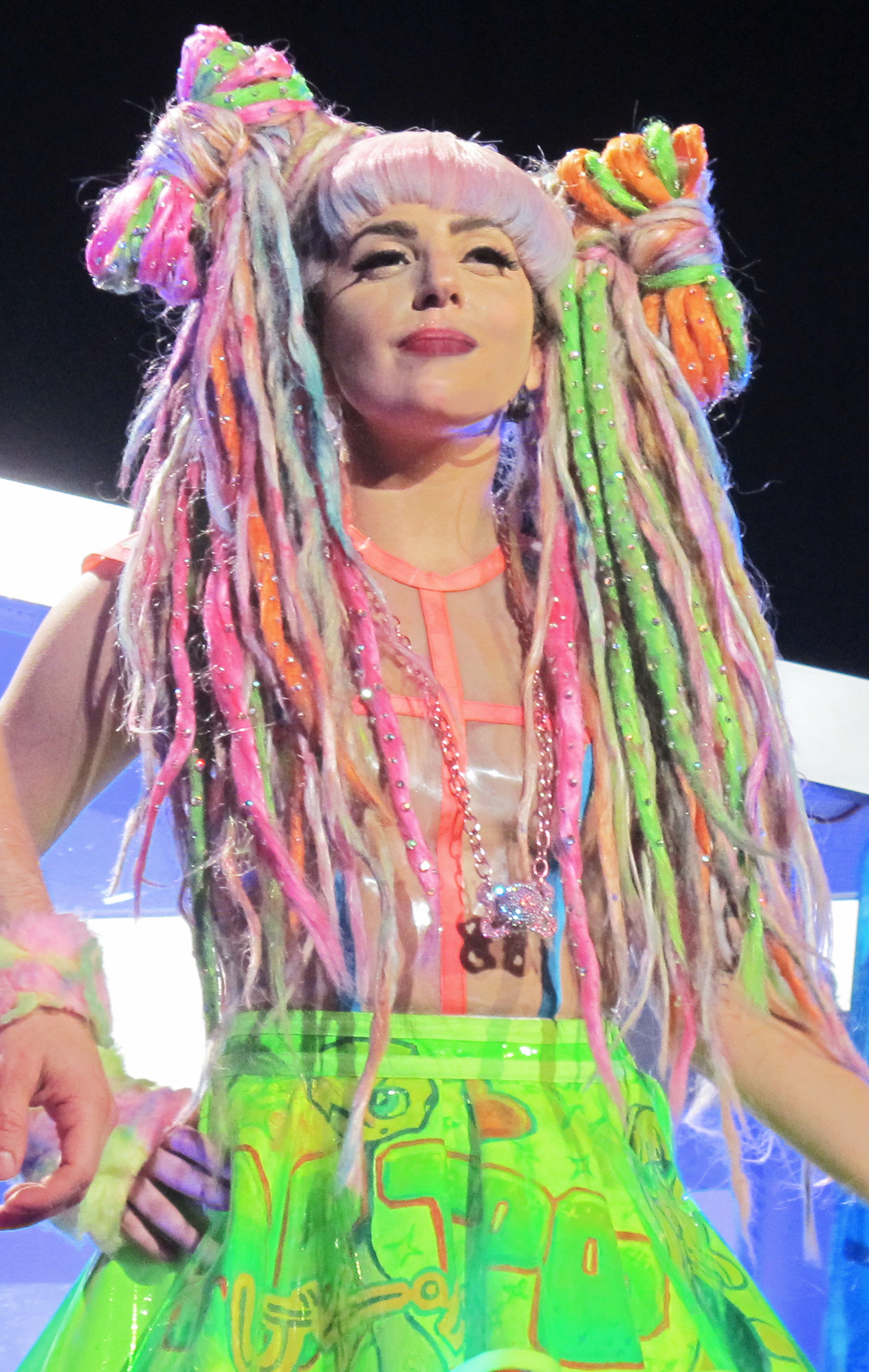
Lady Gaga na svém čtvrtém turné artRAVE The ARTPOP Ball (2014)

Album čelilo množství kritiky, hlavně od fanoušků Madonny, podle nich, se totiž Lady Gaga inspirovala jejím songem "Express Yourself."
V klipu k písni Born This Way si zahrál Gagy blízký kamarád Rick Genest – nejpotetovanější muž světa, který zemřel v srpnu roku 2018. Příčinou smrti byly nejspíše velké deprese.
Během roku 2011 začala spolupracovat s umělcem Tonym Bennettem a nahrály jazzovou verzi "The Lady Is a Tramp". Nahrála písničku "Hello Hello" s Eltonem Johnem pro animovaný film Gnomeo a Julie Na stanici ABC hostovala svůj první televizní speciál k Díkuvzdání nazvaný A Very Gaga Thanksgiving, který byl kriticky uznáván a získal 5,749 milionů diváků. V listopadu vydala vánoční EP A Very Gaga Holiday. 
V době právě roku 2012–2013 zakládá Gaga se svou matkou Cynthiou nadační fond.
Lady Gaga se také objevila v jedné z epizod jednoho populárního seriálu Simpsonovi, přesněji v dílu „Líza a Lady Gaga“. Byl uvedena ve Spojených státech 20. května 2012. Lady Gaga přijíždí do Springfieldu na koncert. Líza spolu s Lady Gagou představili duet. S pomocí Lady Gagy si Líza a celé město Springfield uvědomí, že být odlišný od ostatních je lepší, než být jako každý druhý.
K písni Yoü and I vzniká i Gagy alter ego zvané Jo Calderone. Objeví se v klipu, je na předávání cen VMAs 2011, kde si mimochodem odnese i dvě ceny a dokonce i vystupuje společně s kytaristou skupiny Queen, Brianem Mayem, kde právě na předávání těchto cen zazpívá onu píseň You and I.
V klipu k písničce Marry The Night se objevily nejvyšší boty, co kdy na sobě Gaga měla, měly podpatky o velikosti 39 centimetrů (18 palců), s podpatky Gaga měřila 194 centimetrů.

### 2013–2014:ARTPOPaCheek To Cheek
Na začátku roku 2012 začala pracovat na písničkách pro album Artpop (stylizováno jako ARTPOP), které vyšlo 6. listopadu 2013. Za první týden se prodalo přes 258 000 kopií a singly "Applause" a "Do What U Want", na kterém spolupracovala s R. Kellym, získali pozitivní ohlas fanoušků. Poté nahrála na stejnou píseň i upravenou verzi s Christinou Aguilerou. Na albu s ní kromě R. Kellyho a Aguilery spolupracoval i velmi známý umělec Jeff Koons, který je známý svými sochami, které vyrábí z oceli (např. pes z balónků). Pro Gaga vytvořil právě obal jejího alba.
Při písni Swine na SXSW zvracela Millie Brown. Millie je umělkyně, která pije obarvené sójové mléko, které pak vyzvrací na plátna.
Zahrála si ve filmu Roberta Rodrigueza Machete zabíjí jako La Chameleon. Film měl premiéru 11. října 2013 a získal negativní kritiku. Za roli získala nominaci na cenu Zlatá malina. V listopadu také moderovala show Saturday Night Live  a vystoupila s písničkou "Do What You Want". Později v měsíci hostovala již druhý televizní speciál k Díkuvzdání Lady Gaga & the Muppets' Holiday Spectacular. Další cameo roli si zahrála v dalším filmu Roberta Rodrigueze Sin City: Ženská, pro kterou bych vraždil. Film měl premiéru 22. srpna 2014.
15. května 2014 se stala vůbec první umělkyní, která od americké asociace RIAA získala Digital Diamond Award. Cenu získala za hit Bad Romance, který v prodeji a ve streamech v USA překonal hranici 10 milionů. V červnu 2014 vyměnila manažera. Troye Cartera nahradil Bobbyho Campella.

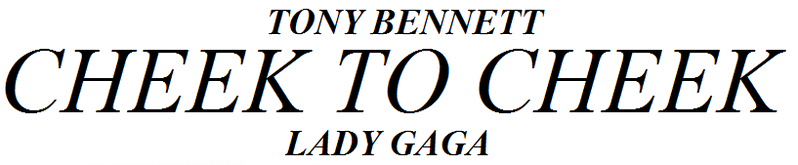
Cheek to Cheek, 2014, první společné album Lady Gaga a Tonyho Bennetta

19. září 2014 vydala společně s jazzovým umělcem Tony Bennettem album Cheek To Cheek. Album se ihned objevilo na vrchu žebříčku Billboard 200 a za první týden se prodalo přes 131 tisíc kopií. Album vyhrálo cenu Grammy a jejich živé vystoupení bylo nominováno na cenu Emmy. Gaga nahrála i píseň s Cher ovšem, nelíbila se jí a řekla Cher, že ji nemůže vydat.
22. prosince 2014 prostřednictvím Yahoo! prozradila, že začala pracovat na dalším albu. V lednu následujícího roku oznámila, že spolupracuje s producentem RedOne. Také italský skladatel a producent Giorgio Moroder potvrdil, že spolupracuje na nadcházejícím albu.

### 2015:American Horror Story
23. ledna 2015 oznámila Lady Gaga název písně, na které spolupracovala s americkou skladatelkou Diane Warren. Skladba se jmenuje Til It Happens To You a doprovází americký dokumentární film The Hunting Ground (česky Lovný revír), který se zabývá problematikou sexuálního násilí v kampusech univerzit ve Spojených státech. Song byl v roce 2016 nominován na Oscara v kategorii Nejlepší píseň, cenu však nezískal. Během večera Gaga s písní také vystoupila. Skladba dále vyhrála cenu na Satellite Award 2015 jako Nejlepší původní písnička a Cenu Emmy, tu ovšem převzala pouze Warren, protože dle poroty Gaga pro píseň napsala příliš málo textu.

9. února 2015 se zúčastnila předávání Cen Grammy, kde s Tonym Bennettem zazpívala titulní píseň z jejich společného alba Cheek To Cheek. Toho večera také za toto album získali cenu v kategorii Best Traditional Pop Vocal Album. Za koncertní speciál Tony Bennett and Lady Gaga: Cheek To Cheek LIVE! vysílaný televizní stanicí PBS byli Gaga a Bennett nominováni na Cenu Emmy.

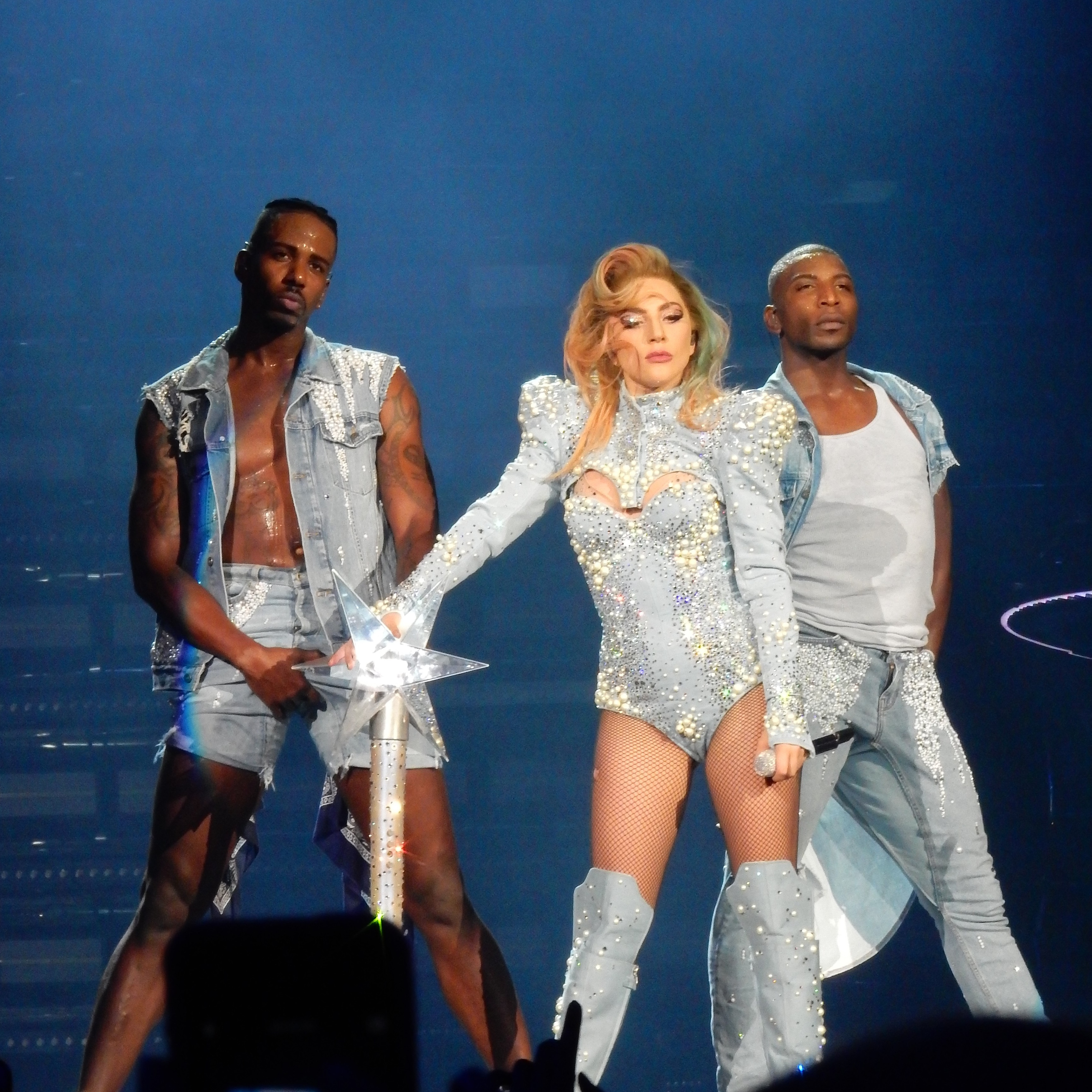
Lady Gaga na svém pátém turné Joanne World Tour (2017)

10. února Gaga vystoupila s písní I Wish od Stevieho Wondera na speciálním koncertu, který se konal na jeho počest.
Lady Gaga 22. února vystoupila na 87. ročníku udílení Oscarů, kde svým vystoupením vzdala hold Julii Andrews a zazpívala písně z filmovému muzikálu The Sound of Music (Za zvuků hudby). Jmenovitě Gaga zazpívala tyto následující písně The Sound Of Music, My Favorite Things, Edelweiss, a Climb Every Mountain. Toto vystoupení velice kladně hodnotila světová média, ale také i ostatní známé osobnosti. Její vystoupení bylo nejdiskutovanějším momentem večera na Facebooku i na Twitteru.
Gaga také 25. února na svém Twitteru zveřejnila krátké video, ve kterém potvrdila, že se objeví v páté řadě seriálu American Horror Story: Hotel. Za svoji roli v tomto seriálu získala Zlatý glóbus za nejlepší ženský herecký výkon v minisérii nebo TV filmu.
12. června 2015 vystoupila Lady Gaga na zahajovacím ceremoniálu historicky prvních Evropských her v Baku. Zazpívala píseň od Johna Lennona Imagine.
18. 6. převzala v Songwriters Hall of Fame v New Yorku ocenění Contemporary Icon Award za svůj ikonický status v popové kultuře. Zařadila se tak mezi ty největší skladatelské legendy. Tato cena se udělovala vůbec poprvé a Lady Gaga ji předal její hudební partner Tony Bennett. Gaga na akci také vystoupila. Zazpívala píseň „What's Up?“ od skupiny 4 Non Blondes jako poctu Lindě Perry, která v ten večer také přebírala ocenění.
Únor 2016 byl pro zpěvačku měsícem vystoupení. Na Super Bowlu 50 zpívala americkou státní hymnu, během Cen Grammy se představila s několika songy od Davida Bowieho a na Oscarech vystoupila s písní Til It Happens To You.
Na konci srpna Gaga oznámila, že 9. září chystá vydání pilotního singlu Perfect Illusion z jejího pátého studiového alba Joanne, na kterém spolupracovala s Markem Ronsonem, který se stal výkonným producentem celého alba.

### 2016–2017:Joanne, Super Bowl aFive Foot Two

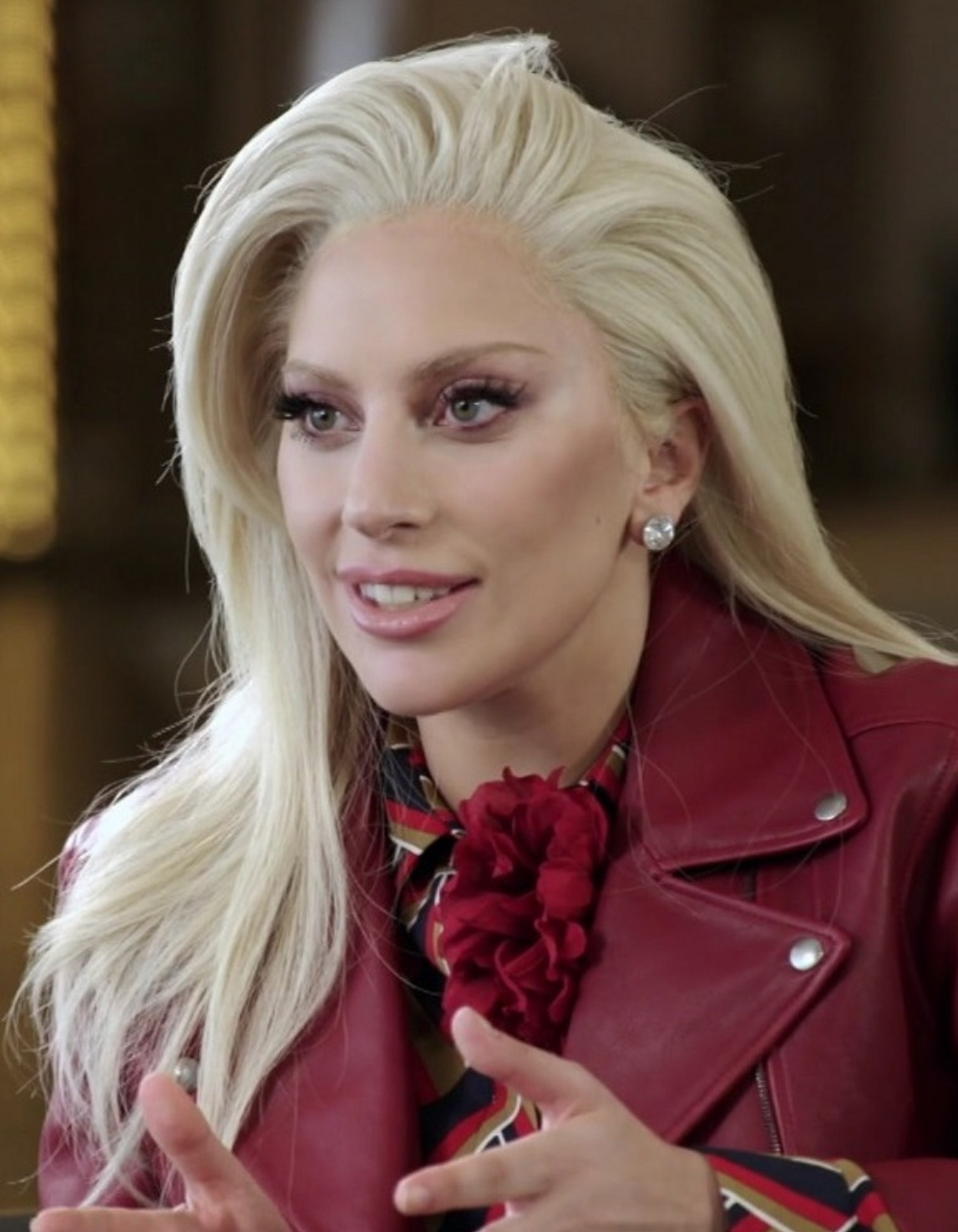
Lady Gaga, 2016

Pilotní singl desky byl zveřejněn po téměř tři roky dlouhé tvůrčí pauze 9. září 2016 a dostal název Perfect Illusion. Píseň se umístila na 15. příčce prestižního amerického hudebního žebříčku Billboard Hot 100 a song se stal prvním pilotním singlem Lady Gaga, který se neumístil v první desítce. O měsíc později, konkrétně 8. října, vydala i plánovaný druhý singl A-YO pro nadcházející desku Joanne, kterou pojmenovala po sestře svého otce, která zemřela v devatenácti letech na lupus. Píseň byla zpočátku plánovaná jako druhý singl celého nového alba, po pozdějším uvážení však pozici druhého singlu získala balada Million Reasons, která byla vydána 8. listopadu a zaznamenala mnohem větší a pozitivnější ohlas než původně A-YO. S písní poprvé vystoupila v japonském televizním pořadu v rámci své návštěvy Japonska při propagaci nové desky.
"Chci udělat opak toho, co si všichni myslí, že udělám. Každý předpokládá, že se objevím na nějakém podělaném trůnu, v šatech z masa, s devadesáti nahými chlapy a jednorožci a na konci udělám něco šokujícího." prozradila Lady Gaga ve snímku Five Foot Two.
Celé album Joanne i Deluxe verzi k němu vydala 21. října 2016 a první týden na trhu se ho prodalo přes 200 000 kopií po celém světě, díky čemuž se umístilo na 1. místě americké hitparády Billboard Top 200. Album Lady Gaga vytvořila ve spolupráci s producentem Markem Ronsonem a dalšími významnými autory.
V krátkém sledu událostí Lady Gaga vystoupila na American Music Awards 2016 a na Victoria's Secret Fashion Show, kde zazpívala písně A-YO, Million Reasons a John Wayne – všechny z repertoáru jejích novinek. Největším vystoupením pro Lady Gaga byla bez pochyby show v poločase Super Bowlu 51 (Super Bowl Halftime Show), kde v časovém úseku necelých 15 minut zazněly její největší hity jako Poker Face, Born This Way, Just Dance, Telephone, Bad Romance a také Million Reasons, který se po vystoupení na Super Bowlu umístil po čtyřech měsících po zveřejnění na 4. místě žebříčku Billboard Hot 100.
V dubnu 2017 vystoupila místo Beyoncé (která se kvůli porodu dvojčat nemohla zúčastnit) na prestižním americkém festivalu Coachella a stala se jeho headlinerkou. V rámci svého vystoupení také poprvé zazpívala píseň The Cure, kterou napsala ve spolupráci DJ Whites Shadowem.

V létě 2017, konkrétně 1. srpna, zahájila Lady Gaga své první koncertní turné od roku 2014, které nazvala jednoduše Joanne World Tour. Turné mělo původně zahrnovat 60 zastávek po Americe a Evropě, 15. září však musela zrušit zastávku v Riu a všechny následující termíny turné v Evropě přesunula na později. Gaga čelila v posledních letech závažným zdravotním problémům. Už v roce 2013 musela zrušit závěrečnou část turné "Born This Way Ball", když si na jednom z koncertů poranila kyčel. Za zrušením více než poloviny koncertů Joanne World Tour stojí onemocnění zvané fibromyalgie, které jí způsobuje chronickou únavu a bolesti svalů v celém těle. "Slibuju vám, že se vrátím. Ale teď musím upřednostnit sebe a svoje zdraví. Miluju vás, navždycky," uvedla zdrcená popová diva na sociálních sítích.

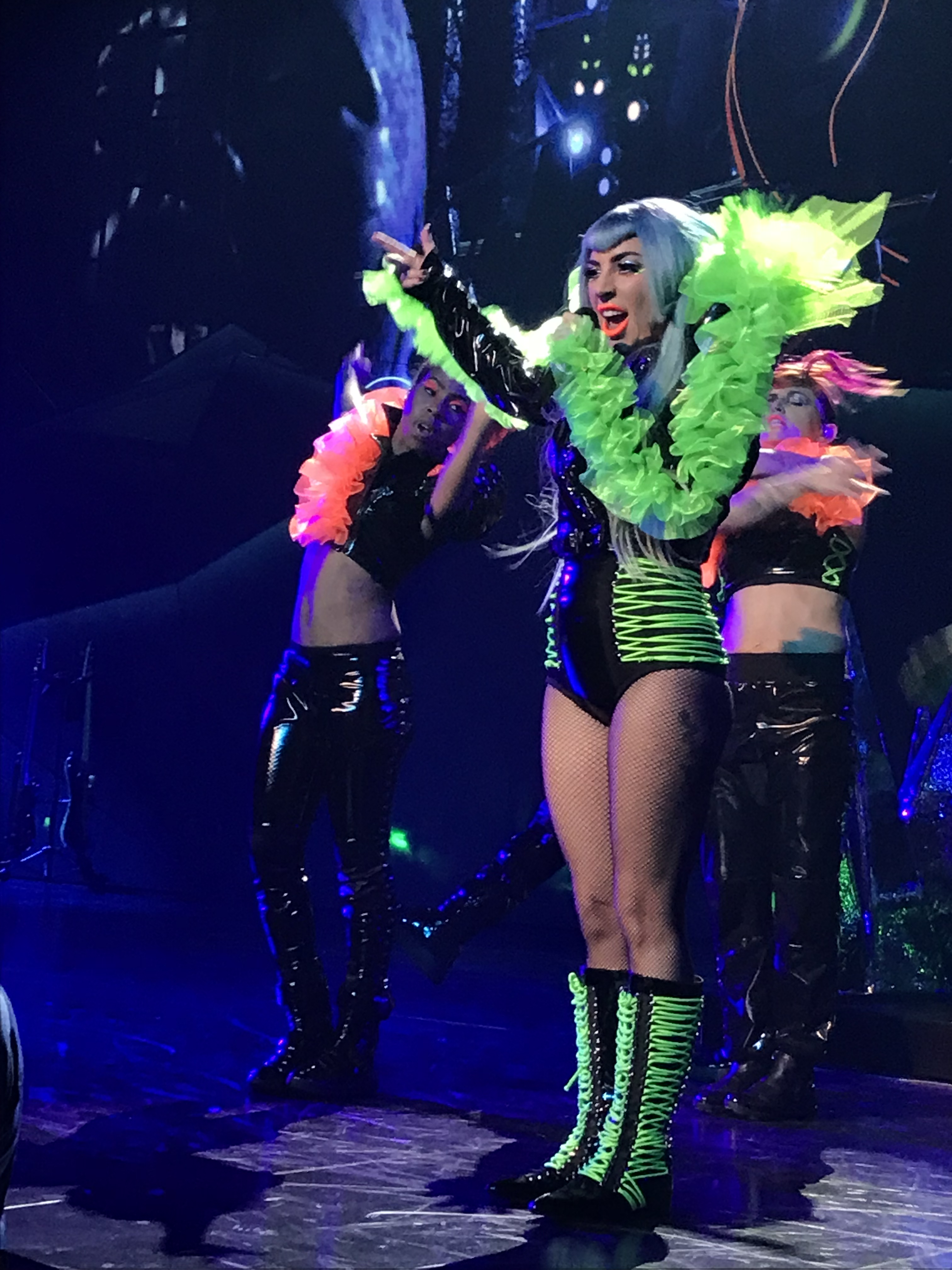
Lady Gaga na show Enigma v Las Vegas

22. září 2017 zveřejnil Netflix dokumentární film o tvorbě alba Joanne, vystoupení na Super Bowlu a nechal diváky nahlédnout i do osobního života zpěvačky samotné.

### 2018–2019:Enigma, Haus LaboratoriesaZrodila se hvězda
Začátkem roku 2018 oznámila, že koncem září si zahraje ve filmu Zrodila se hvězda v režii Bradleyho Coopera, hlavní představitelku Ally. Na písních k filmu se podíleli také Mark Nilan i textařka Diane Warren. Film měl v České republice premiéru 4. října 2018. Zlomil rekord nejvýdělečnějšího snímku se zpěvačkou v hlavní roli. Osobní strážce vydělal 411 milionů $, zatímco Zrodila se hvězda tuto hranici překonala. Kromě toho získal cenu Golden Globes za nejlepší filmový song (Shallow), cenu National Board of Review za nejlepší herečku, Critics Choice Awards také za nejlepší herečku. Dále film získal také 8 nominací na Oscara. Z toho vyhrál pouze jednu cenu za Nejlepší píseň (Shallow). Nejlepším okamžikem večera bylo vystoupení Gagy a Bradleyho Coopera se zamilovanou písní Shallow. Po předávání cen se začalo spekulovat, jestli spolu netvoří pár i v reálném životě.
Píseň Shallow se stala velice populární a držela se několik měsíců na prvních příčkách v žebříčkách po celém světě. Na Spotify dosáhla přes 1 miliardu puštění.
Dále byla Lady Gaga nominovaná na 5 cen Grammy a to 4 ceny pro píseň Shallow: Song Of The Year, Record Of The Year, Best Pop Duo/Group Performance, Best Song Written For Visual Media a 1 nominace pro píseň Joanne (Where Do You Think You're Goin?) – Best Pop Solo Performance. Z toho si ten den odnesla 3 ceny a vystoupila na předávání s rockovou verzí písně Shallow společně s Markem Ronsonem.
V prosinci roku 2018 zahájila Gaga svou show Enigma v Las Vegas. Jednalo se o koncertní vystoupení, kde zazněly hity jako The Edge of Glory, Bad Romance nebo Alejandro. Druhou částí této show byla JAZZ and PIANO Show, kde zazpívala písně z alba Cheek to Cheek (např. Anything goes, The Lady Is a Tramp nebo Bang Bang) ale také i své hity Born This Way a Paparazzi v akustických aranžmá. Nějaké písně si společně s ní zazpíval opět Tony Bennet.
Dne 31. prosince 2018 získala píseň Bad Romance na YouTube 1 miliardu zhlédnutí.
Po veřejném nátlaku na Lady Gaga ohledně spolupráce na songu Do What You Want v roce 2013 nechala Gaga píseň v lednu 2019 odstranit ze všech streamovacích služeb. Důvodem je R. Kelly, který byl obviněn z četného sexuálního obtěžování nezletilých dívek. Píseň zůstala na internetu jen ve verzi s Christinou Aguilerou.

V květnu 2019 se Lady Gaga objevila na akci Met Gala, kde každého uchvátila svými růžovými šaty, které později třikrát převlékla a na konci měla jen spodní prádlo. Pár týdnu na to představila Lady Gaga svou vlastní kosmetickou značku s názvem Haus Laboratories.
"Když jsem byla mladá, nepřipadala jsem si krásná. Bojovala jsem s tím, jak v sobě najít smysl pro vnitřní i vnější krásu, pak jsem objevila sílu make-upu. Někdy krása nepřichází přirozeně. Ale jsem opravdu vděčná, že make-up podpořil mou odvahu, kterou jsem netušila, že v sobě mám.“
Kromě nové kosmetické značky, se kterou v minulosti vyrobila i parfémy také otevřela své vlastní muzeum kostýmů pod názvem Haus of Gaga, které se nachází v Las Vegas. V muzeu lze najít její ikonické kostýmy a paruky z Monster Ball Tour, nebo i masové šaty.

### 2020-2021:Chromatica, Klan GucciaLove for Sale

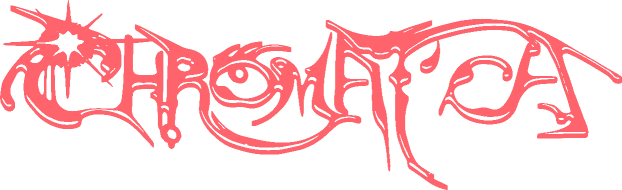
Chromatica, 2020, šesté album

V únoru roku 2020 oznámila Gaga práci na novém albu a o pár dní později vydala singl, s názvem Stupid Love. Klip se natáčel ve spolupráci s Apple celý na telefony iPhone 11 Pro. Původní datum vydání alba Chromatica měl být 10. dubna 2020, ovšem kvůli koronavirové krizi se přesunul na 29. května. Druhá píseň tohoto alba nese název Rain On Me a vyšla 22. května 2020, ve spolupráci se zpěvačkou Arianou Grande. Na dalších písničkách alba, které je svou energickou a taneční hudbou podobné jejímu třetímu albu Born this way se podíleli například i Bloodpop, Blackpink, Elton John a další. Turné, které bylo naplánováno na léto 2020 muselo být přerušeno kvůli pandemii koronaviru a přesunulo se tak až na rok 2022. Dále se měla objevit i na festivalu Coachella, která byla též přesunuta.
18. dubna 2020 Gaga uspořádala společně s Global Citizen internetovou streamovanou charitativní akci One World: Together At Home, kde celý večer vystupovali ze svých domovů zpěváci jako např. Billie Eilish, Jessie J, Taylor Swift nebo i Celine Dion. Kromě zpěváků se tam objevili i herci Kate Winslet, Lili Reinhart, Matt Damon, moderátoři Jimmy Kimel, Jimmy Fallon a jiní.
V červenci roku 2020 se stala tváří vůně Valentino, Voce Viva. V reklamním spotu byla použita její píseň z alba Chromatica „Sine From Above.“ Též se stala tváří šampaňského domu Dom Pérgnon, kdy v reklamním spotu též byla použita píseň z alba Chromatica, „Free Woman.“
Na konci roku 2020 oznámila, že se objeví ve filmu Ridleyho Scotta o vraždě Maurizia Gucciho, kde by měla hrát jeho manželku a který půjde do kin v druhé polovině roku 2021.
20. ledna 2021 vystoupila na inauguračním ceremoniálu nového prezidenta Joe Bidena a zazpívala americkou hymnu.
K 10. výročí jejího třetího alba Born This Way vydala album, na kterém se nachází cover verze všech písní z tohoto alba v podání Kylie Minoque, kapely Years & Years a dalších zpěváků, kteří se řadí do skupiny LGBT+. V říjnu roku 2021 vydala společně s Tony Bennettem jazzové album Love for Sale. Toto album bylo zároveň kvůli onemocnění Alzhemerovu chorobou zároveň posledním Bennettovým dílem.

### 2022:TheChromatica BallaSweet Sounds Of Heaven
V lednu a v únoru roku 2022 byla Lady Gaga nominována na ceny SAG Awards či BAFTA za svou roli Patrizie Reggiani ve filmu House of Gucci. Též oznámila svůj návrat do Las Vegas ve formě koncertní šňůry s názvem Lady Gaga Jazz & Piano. Na konci února též vyjádřila svou podporu Ukrajině během ruské invaze. V březnu též oznámila letní tour svého posledního alba Chromatica, The Chromatica Ball, která měla evropskou, americkou a japonskou část. Na 64. udílení cen Grammy vystupovala s písněmi z alba Love fo Sale, kdy toto vystoupení věnovala Tony Bennettovi a odnesla si jednu cenu za album.
3. května vyšla její doprovodná píseň „Hold My Hand“ pro film Top Gun: Maverick, jenž je pokračováním prvního filmu Top Gun. Ve videoklipu má na sobě stejnou bundu, kterou měl Tom Cruise v prvním filmu Top Gun. Na písni se též podíleli producenti BloodPop a Benjamin Rice, na videoklipu režisér filmu Joseph Kosinski.
V červenci Gaga odstartovala koncertní šňůru The Chromatica Ball, inspirovanou brutalismem a odklonem od začátků slávy. Koncerty měly vždy etapy, inspirované etapami kariérního vzrůstu, ale i duševními nemocemi. Turné mělo tři etapy – evropskou, severoamerickou a asijskou, přičemž prostory byly vždy hledány ve velkých arénách. Celkově turné vydělalo 112 milionů dolarů a překonal několik rekordů. V Paříži měla Gaga na Stade de France největší publikum své kariéry – 76 000 návštěvníků. V Hersheypark Stadium v Pensylvánii zase výdělkem i návštěvností překonala koncert The Rolling Stones z roku 2005. Jediným nedokončeným koncertem se stal ten v Hard Rock Stadium v Miami Gardens, a to kvůli nepříznivému počasí a možnému ohrožení návštěvníků. Gaga následně přidala na svém instagramovém účtu vyjádření, kde se všem omluvila a situaci vysvětlila.

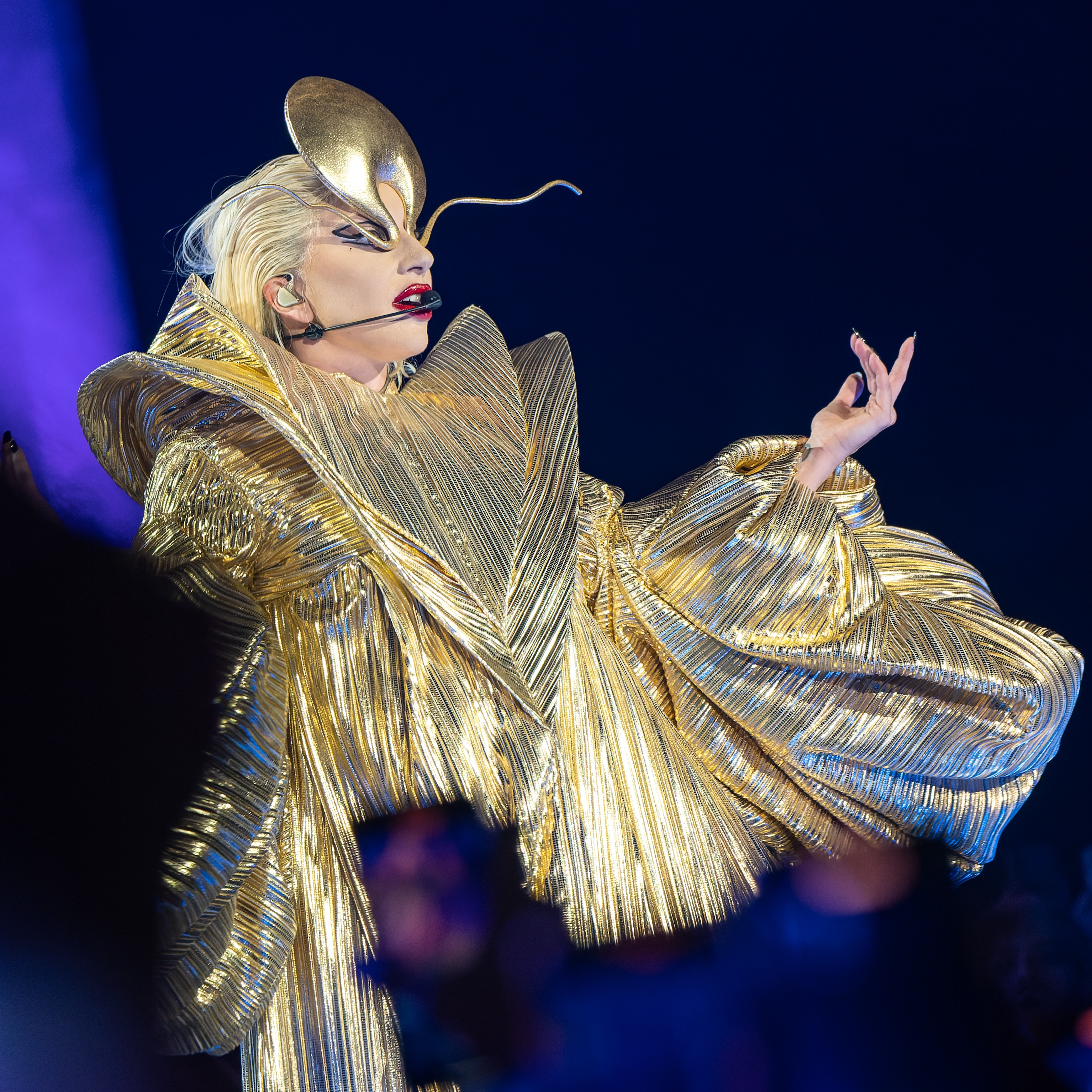
Lady Gaga na The Chromatica Ball

V září roku 2023 se objevila v písničce Sweet Sounds Of Heaven od anglické rockové kapely The Rolling Stones. Tuto kolaboraci a vydání písničky oznámila na Instagramu, kde také později přidala fotku ze jejich společného koncertu, a do popisku koncert označila jako jednu z nejlepších nocí jejího života.

### 2024:GagaChromatica Ball,Joker: Folie à deuxa Disease
Na začátku května roku 2024 Lady Gaga oznámila dlouho očekávaný film z jejího koncertního turné The Chromatica Ball s názvem "Gaga Chromatica Ball". Tento koncertní film svým fanouškům slibovala již několik let, a přestože v roce 2023 potvrdila, že na něm pracuje, stále nebylo jisté, že ho nakonec vydá. Datum vydání má naplánováno na 25. května 2024 na streamovací platformě HBO Max. Sama na iInstagramu napsala, že: "Strávila jsem nespočet hodin ve své stříhací místnosti, abych svou vizi tohoto filmu přivedla k životu. Je to můj dar pro vás – režírovaný, produkovaný a vytvořený mnou, spolu s některými z nejtalentovanějších a nejkreativnějších lidí na světě."
Již od začátku roku 2024 se na jejím Instagramu začaly objevovat podivné fotky s tajemným výběrem emoji. Mnoho fanoušků si myslelo, že takto teasuje novou érou, a s tím spojeným i albem. Jeden den před vydáním svého Chromatica filmu, tedy 24. května, na Instagramu vydala celkem tři příspěvky s fotkami z jednoho z jejích photo schootingů. Její outfit vypadal jako něco nového - nová éra, která zde ještě nebyla. Kromě toho k jednomu z oněch příspěvků napsala "A POEM FOR A MONSTER". Tato báseň by mohla potencionálně signalizovat jakousi poetičnost nadcházející éry. Sama to album popsala jako nic, co by se jakkoliv blížilo něčemu, co už vytvořila, a to i přes fanouškovské teorii o ARTPOP Act II. Pracuje jak nejrychleji to jde - cítí se hluboce inspirovaná a nemůže se dočkat toho, jak svým fanouškům ono album ukáže. A kdy? Brzo. Ví, že to říká často a že to neradí slyší, ale brzo. Ani nevylučovala potencionální kolaboraci s Beyoncé, tedy jakýsi Act II k jejich přes deset let staré písničce "Telephone". "Kdykoli mi Beyoncé zavolá, ráda zvednu telefon," řekla.
V srpnu tohoto roku Lady Gaga vydala v kolaboraci s Bruno Marsem písničku “Die With A Smile”, se kterou sklidila neskutečný úspěch. Jen během několika týdnů nasbírala milióny poslechů až tak, že překonala “Judas”, “Paparazzi” či “Born This Way”. Díky “Die With A Smile” se dostala na Spotify zpěvačkou s nejvíce posluchači na celém světě. Co se týče celého žebříčku, stojí před ní pouze The Weeknd a samotný Bruno Mars. Předpokládá se, že by se po vydání nového alba mohla dostat na samotný vrchol.
S popularitou jí dopomohl i film Joker: Folie à Deux a jeho doprovodné album Harlequin.
Začátkem září na svém Instagramu zveřejnila fotku, na které oznámila vydání svého lead singlu k novému albu, které by mělo vyjít v únoru dalšího roku. Písnička se jmenuje “Disease” a vyšla 25. října. Má temnou atmosféru plnou rytmických beatů a říká se, že se vrací stará Lady Gaga z období Born This Way.

## Osobní život

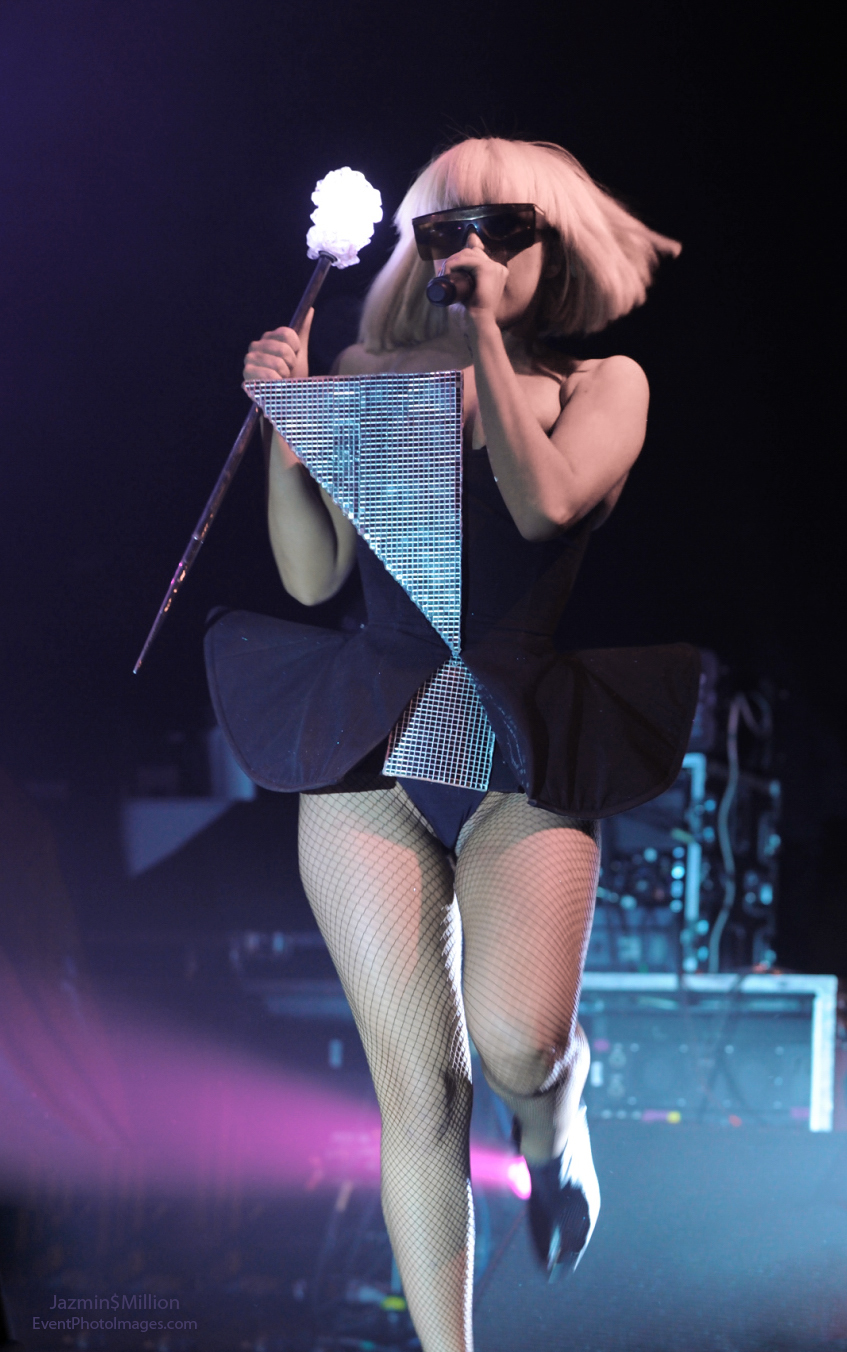
Lady Gaga během The Fame Ball Tour v roce 2009.

### Partneři
V roce 2011 se při natáčení videoklipu k písničce „Yoü and I“ seznámila s hercem Taylorem Kinneym, se kterým brzy poté začala chodit. V únoru 2015 dvojice oznámila zasnoubení, v červenci 2016 ale tento pár oznámil, že došlo k rozchodu. V roce 2017 ukázala svého nového přítele Christiana Carino, se kterým v říjnu 2018 oznámila zásnuby. I s ním se ale v únoru 2019 rozešla. Od jara roku 2020 žije s podnikatelem Michaelem Polanskim.

### Vliv a styl
Zpěvačku ovlivnili muzikanti jako David Bowie, Debbie Harry z Blondie či Freddie Mercury z Queenu, Elton John, Cyndi Lauper, které poslouchal její otec. Dále pak Beatles, Rolling Stones, stejně jako popové ikony 80. a 90. let, Madonna a Michael Jackson.
Madonna pro časopis Rolling Stone řekla, že v ní vidí samu sebe na začátku 80. let, a Lady Gaga na otázku srovnání s Madonnou řekla, že nechce být předvídatelná, ale místo toho provést v popu revoluci – ta poslední byla spuštěna před 25 lety právě Madonnou.
Nepochybný vliv na ní měli i umělci jako malíř Salvador Dalí. Inspirovala se v jeho obrazech, když vytvořila vejce, ve kterém přijela na Grammy v roce 2011 (obraz "Geopoliticus Child Watching the Birth of the New Man"), nebo když zpívala pro britskou královnu Alžbětu II., kde hrála na klavír, který měl jakési nohy a byl vysoko nad pódiem ("La Tentation de saint Antoine"). Inspiraci můžeme také vidět v reklamě na její parfém FAME, kde jsou v jedné scéně vidět prvky surrealismu s odkazem na obraz "Zjevení tváře a ovocné mísy na pláži".  
Vokálně je přirovnávána ke Gwen Stefani, případně ke Kylie Minogue a vizuálně k Amy Winehouse či Christině Aguileře. Jejím oblíbeným básníkem je pražský rodák Rainer Maria Rilke.
Prohlásila o sobě, že zbožňuje módu, která je pro ni všechno. Lásku k módě a stylu zdědila po své matce, která podle ní byla vždy udržovaná a krásná. Když skládá novou písničku, přemýšlí, co bude mít na pódiu na sobě. Co se módy, vystupování a herecké interpretace týče, bere Lady Gaga inspiraci u Grace Jones. Má vlastní produkční tým, zvaný Haus of Gaga, který pro ni připravuje oděvy, účesy a kostýmy a další propriety na jeviště.

Gaga se také již několikrát od roku 2009 objevila v show s Ellen, naposledy tomu tak bylo v říjnu 2018, po premiéře filmu Zrodila se hvězda.

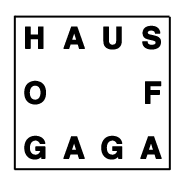
Logo týmu Haus of Gaga.

### Nemoc
Lady Gaga trpí nemocí zvanou Fibromyalgie. Ta se značí nadměrnou bolestí svalů. Gaga musela kvůli nemoci přerušit turné svého pátého alba Joanne.

### Tetování
Lady Gaga má na těle celkem čtyřiadvacet tetování. Své první si nechala vytetovat už v 17 letech přes falešný občanský průkaz. Všechna svá tetování má na levé straně těla, tedy kromě not, které skládají slovo GAGA a trumpety, kterou nakreslil Tony Bennett a Gaga si ji nechala vytetovat na pravou paži. Během pořadu Musicians@Google Presents: Google Goes, 22. března 2011, vysvětlila důvod, proč má tetování pouze na levé části těla. Řekla, že je to na přání jejího otce, který ji požádal, aby na jedné straně byla alespoň trochu normální. Ukázala, že na levé části svého těla je jako Iggy Pop a na té druhé, bez tetování, je jako Marilyn Monroe. Poslední tetování ji přibylo v roce 2018 a to velká růže s nápisem La Vie En Rose na zádech.

## Diskografie

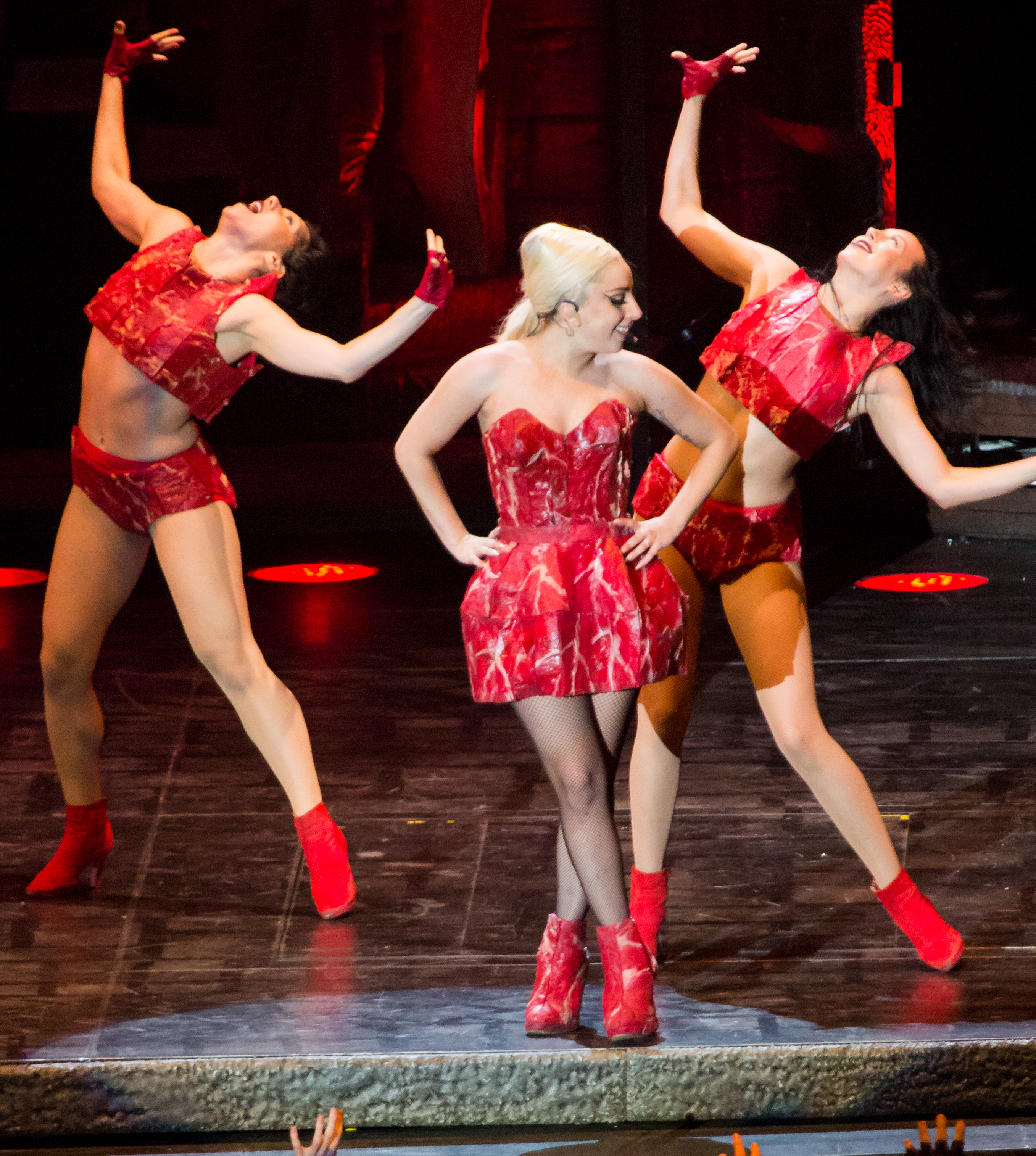
Lady Gaga při písni Americano v Manchesteru (2014)

### Alba
- 2008 – The Fame
- 2009 – The Fame Monster
- 2011 – Born This Way
- 2013 – ARTPOP
- 2014 – Cheek To Cheek (s Tony Bennettem)
- 2016 – Joanne
- 2018 – A Star Is Born
- 2020 – Chromatica
- 2024 – Harlequin
- 2025 – Mayhem

## Filmografie

### Filmy
| Rok  | Název                                     | Role              | Poznámky                                                                                            |
| ---- | ----------------------------------------- | ----------------- | --------------------------------------------------------------------------------------------------- |
| 2011 | Mupeti                                    | sama sebe         | vystřižená scéna                                                                                    |
| 2012 | Katy Perry: Part of Me                    | sama sebe         | cameo                                                                                               |
| 2013 | Machete zabíjí                            | La Chameleón      | Nominace – Zlatá malina v kategorii Nejhorší herečka ve vedlejší roli                               |
| 2014 | Sin City: Ženská, pro kterou bych vraždil | Bertha            | |
| 2014 | A zase ti Mupeti!                         | sama sebe         | |
| 2018 | Zrodila se hvězda                         | Ally              | Zlatý glóbus za nejlepší soundtrack, 8 nominací na Oscara a 4 nominace na Grammy za píseň „Shallow“ |
| 2021 | Klan Gucci                                | Patrizia Reggiani | Nominace – nejlepší ženský herecký výkon na BAFTA, SAG Awards, Golden Globes                        |
| 2024 | Gaga Chromatica Ball                      | sama sebe         | koncertní film                                                                                      |
| 2024 | Joker: Folie à Deux                       | Harley Quinn      | |

### Televize
| Rok  | Název                                                              | Hraje              | Poznámky                            |
| ---- | ------------------------------------------------------------------ | ------------------ | ----------------------------------- |
| 2001 | Rodina Sopránů                                                     | studentka          | díl: „The Telltale Moozadell“       |
| 2005 | Boiling Points                                                     | sama sebe          |                                     |
| 2009 | Super drbna                                                        | sama sebe          | díl: „The Last Days of Disco SticK“ |
| 2009 | Saturday Night Live                                                | host               | díl: „Ryan Reynolds/Lady Gaga“      |
| 2010 | Double Exposure                                                    | sama sebe          | díl: „No One Can Work Like This“    |
| 2011 | American Idol                                                      | host               | Vystoupení: „You and I“             |
| 2011 | Saturday Night Live                                                | host               | díl: „Justin Timberlake/Lady Gaga“  |
| 2011 | Umíte tančit?                                                      | hostující porotce  | 8. série, 3. epizoda                |
| 2011 | Lady Gaga Presents the Monster Ball Tour: At Madison Square Garden | Samu sebe          | HBO speciál, nominace Emmy          |
| 2011 | Born To Dance                                                      | sama sebe          | série 1                             |
| 2011 | A Very Gaga Thanksgiving                                           | sama sebe          | ABC speciál                         |
| 2011 | Perez Hilton Superfan                                              | sama sebe          | Premiéra seriálu                    |
| 2011 | Dick Clark's New Year's Rockin' Eve with Ryan Seacrest             | sama sebe          |                                     |
| 2012 | Simpsonovi                                                         | sama sebe          | díl: „Líza a Lady Gaga“             |
| 2012 | Opening Act                                                        | sama sebe          |                                     |
| 2013 | Lady Gaga and the Muppets' Holiday Spectacular                     | sama sebe          | ABC speciál                         |
| 2015 | Tony Bennett and Lady Gaga: Cheek To Cheek Live!                   | sama sebe          | PBS speciál, nominace Emmy          |
| 2015 | American Horror Story: Hotel                                       | hraběnka Elizabeth | FOX, Zlatý globus                   |
| 2016 | American Horror Story: Roanoke                                     | Scathach           | FOX                                 |
| 2017 | RuPaul's Drag Race                                                 | Ronnie, sama sebe  | VH1                                 |
| 2017 | Neposlušní                                                         | sama sebe          | dokument                            |
| 2020 | One World: Together at Home                                        | sama sebe          | televizní pořad                     |
| 2021 | Přátelé: Zase spolu                                                | sama sebe          | televizní pořad                     |
| 2021 | Moje neviditelné já                                                | sama sebe          | dokumentární pořad                  |

### Reklama
| Rok  | Společnost a produkt   | Poznámky |
| ---- | ---------------------- | --- |
| 2010 | MAC Cosmetics          | Video na podporu VIVA GLAM                                                                                   |
| 2011 | Google Chrome          | Video na propagaci prohlížeče Google Chrome, použita písnička "The Edge of Glory"                            |
| 2011 | RTL                    | Série reklam na propagaci německé televizní stanice RTL, použita písnička "The Edge of Glory"                |
| 2011 | MTV Video Music Awards | Promo video na předávání cen MTV Video Music Award, použita písnička "Government Hooker"                     |
| 2012 | FAME                   | 8minutové promo video na podporu prvního parfému FAME, použity části písničky "Scheiße".                     |
| 2014 | O2 arena               | Promo video k zakoupení lístků na britskou část koncertů The Artpop Ball tour, použita písnička "Applause"   |
| 2014 | BestBuy, Beats Studio  | Promo video k poslechnutí alba ARTPOP, použita písnička "Do What You Want"                                   |
| 2014 | Eau de Gaga            | Promo video k propagaci druhého parfému "Eau de Gaga", použita písnička "I Can't Give You Anything But Love" |
| 2014 | H&M                    | Reklama pro H&M Magical Holiday kolekci, použita píseň "It Don't Mean A Thing"                               |
| 2015 | Shiseido               | Reklamní spoty pro japonskou kosmetickou značku Shiseido.                                                    |

## Koncertní turné
7. listopadu 2010 vystoupila v pražské O2 Aréně v rámci turné The Monster Ball Tour, které celkově obsahovalo 201 koncertů. Jednalo se o její první koncert v Česku. Druhou zastávku v České republice udělala s koncertním turné artRAVE The ARTPOP Ball 5. října 2014 také v O2 Aréně.
- 2009: The Fame Ball Tour
- 2009–2011: The Monster Ball Tour
- 2012–2013: Born This Way Ball
- 2014: artRAVE The ARTPOP Ball
- 2014–2015: Cheek To Cheek Tour (s Tonym Bennettem)
- 2017–2018: Joanne World Tour
- 2018–2020: Enigma a JAZZ a PIANO Show
- 2022: The Chromatica Ball
- 2025: The Mayhem Ball

## Ocenění a nominace
Za svojí kariéru získala mnoho ocenění, mezi ty nejvýznamnější patří:
2009
- Billboard Awards v kategorii Stoupající hvězda
- MTV Europe Music Awards v kategorii Objev roku
- MTV Video Music Awards v kategorii Objev roku, Nejlepší speciální efekty a Nejlepší umělecká režie za "Paparazzi"
- MuchMusic Video Award v kategorii Mezinárodní video roku za "Poker Face"
- Teen Choice Awards v kategorii Music Hook Up za "Just Dance"
- The Record of the Year v kategorii Nahrávka roku za "Poker Face"

2010
- American Music Award v kategorii Nejlepší zpěvačka (pop/rock)
- BET Awards v kategorii Video roku za "Telephone" s Beyoncé
- BRIT Award v kategorii Nejlepší mezinárodní album za The Fame, Nejlepší mezinárodní zpěvačka, Mezinárodní objev roku

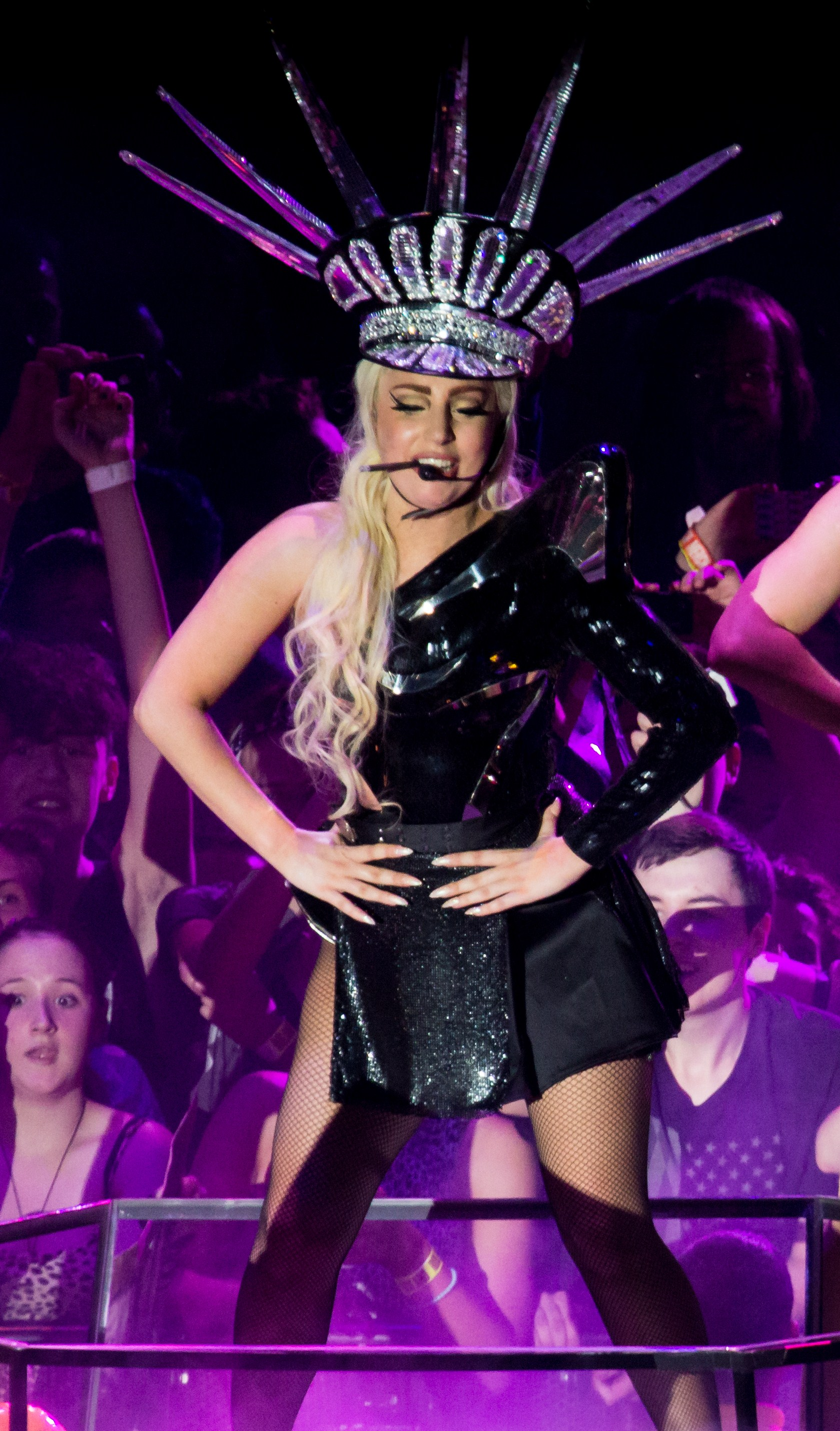
Lady Gaga v kostýmu připomínající Sochu Svobody

- GLAAD Award v kategorii Nejlepší hudební umělec
- Grammy v kategorii Nejlepší electro/taneční album za The Fame a Nejlepší taneční nahrávka za "Poker Face"
- MTV Europe Music Awards v kategorii Nejlepší zpěvačka, Nejlepší popová zpěvačka, Nejlepší písnička za "Bad Romance"
- MTV Video Music Awards v kategorii Video roku, Nejlepší ženské video, Nejlepší popové video, Nejlepší taneční video, Nejlepší choreografie, Nejlepší režie, Nejlepší střih za "Bad Romance", Nejlepší kolaborace za "Telephone" s Beyoncé
- People's Choice Awards v kategorii Objev roku, Nejlepší popový umělec
- Teen Choice Awards v kategorii Nejlepší zpěvačka, Nejlepší ženská letní hudební hvězda

2011
- Billboard Music Awards v kategorii Nejlepší pop umělec, Nejlepší taneční umělec, Nejlepší electro/taneční album za The Fame
- Grammy v kategorii Nejlepší popové album za The Fame Monster, Nejlepší ženské popové vystoupení za "Bad Romance", Nejlepší krátká forma videoklipu za "Bad Romance"
- MTV Europe Music Awards v kategorii Nejlepší zpěvačka, Nejlepší fanouškové, Nejlepší písnička za "Born this way" a Nejlepší videoklip za "Born This Way"
- MTV Video Music Awards v kategorii Nejlepší ženské video a Nejlepší videoklip se zprávou za "Born This way"
- MuchMusic Video Award v kategorii Nejlepší mezinárodní video roku za "Judas" a Nejoblíbenější mezinárodní umělec za "Born This Way"
- The Record of the Year v kategorii Nahrávka roku za "Born This Way"
- Trevor Project Awards v kategorii Hrdina
- VH1 "Do Something" Award v kategorii Do Something Facebook

2012
- Billboard Music Awards v kategorii Nejvlivnější umělec, Nejlépe oblékaná, Nejlepší taneční umělec, Nejlepší electro/taneční album za Born This Way
- Lady Gaga v kostýmu připomínající Sochu SvobodyGLAAD Award v kategorii Nejlepší hudební umělec
- People's Choice Awards v kategorii Album roku za Born This Way

2013
- Glamour Women of the Year v kategorii Žena roku

2015
- Grammy v kategorii Nejlepší tradiční popové album za Cheek To Cheek (s Tonym Bennettem)
- Contemporary Icon Award za svůj ikonický status v popové kultuře (Songwriters Hall of Fame)
- Nominace na cenu Emmy spolu s Tony Bennettem za jejich vystoupení Tony Bennett and Lady Gaga: Cheek To Cheek LIVE!
- Billboard zvolil Lady Gaga jako Woman of the year

2016
- Zlatý glóbus – nejlepší herečka v minisérii či televizním filmu – za roli hraběnky v seriálu American Horror Story: Hotel
- Píseň Til It Happens to You, kterou napsala Diane Warren a Lady Gaga, získala jako první v historii nominaci na Oscara, Grammy a Emmy
- Setkání s Dalai Lamou v Indianapolis

MTV Europe Awards 2016
- v kategorii Nejlepší vzhled a Nejlepší zpěvačka

2019
- Zlatý Glóbus Nejlepší filmová píseň Shalow z filmu A star is born.
- Critic's Choice Awards – Best Song in a Motion Picture
- BAFTA Awards – Hudba pro film "A star is born"
- 3 Grammy v kategorii Best Song Written for Visual Media ("Shallow"), Best pop duo/group performance ("Shallow"), Best pop solo performance ("Joanne")
- Oscar za Nejlepší Píseň ("Shallow") napsanou pro film "A star is born"

2020
- 2Grammy v kategorii Best Song Written for Visual Media ("i'll never love again")

Best Compilation Soundtrack for Visual Media ("A Star Is Born (2018 soundtrack")

## Zajímavosti
V roce 2014 byl po Lady Gaga pojmenován pravěký třetihorní savec, a to pod rodovým jménem Gagadon (doslova "zub Lady Gaga").